# Brusnica Mala (Brod)
Pour les articles homonymes, voir Brusnica Mala.
Brusnica Mala (en serbe cyrillique : Брусница Мала) est un village de Bosnie-Herzégovine. Il est situé dans la municipalité de Brod et dans la république serbe de Bosnie. Selon les premiers résultats du recensement bosnien de 2013, il ne compte plus aucun habitant.
Avant la guerre de Bosnie-Herzégovine, le village faisait entièrement partie de la municipalité de Bosanski Brod (aujourd'hui : Brod) ; après la guerre, son territoire a été partiellement rattaché la municipalité d'Odžak intégrée à la fédération de Bosnie-et-Herzégovine.

## Démographie

### Évolution historique de la population dans la localité
| 1948 | 1953 | 1961 | 1971 | 1981 | 1991 | 2013 |
| ---- | ---- | ---- | ---- | ---- | ---- | ---- |
| -    | -    | 590  | 578  | 476  | 449  | 0    |

|  |